# Manoir de Révillon
Pour les articles homonymes, voir Révillon (homonymie).
Le manoir de Révillon est un manoir situé aux Septvallons dans la commune déléguée de Révillon, en France.

## Localisation
Le manoir est situé sur la commune des Septvallons dans la commune déléguée de Révillon, dans le département de l'Aisne.

## Historique
Le monument est inscrit au titre des monuments historiques en 1927.
On dispose d'une description faite en 1932.